# Malmö Fotbollförening 1936-1937
Questa voce raccoglie le informazioni riguardanti il Malmö Fotbollförening nelle competizioni ufficiali della stagione 1936-1937.

## Stagione
Nella stagione del ritorno in Allsvenskan il Malmö disputò un campionato di media classifica che si concluse con il sesto posto finale.

## Divisa e sponsor
| Manica sinistra · Maglietta · Manica destra · Pantaloncini · Calzettoni |

## Rosa
| N. |                   | Ruolo | Calciatore        |
| -- | ----------------- | ----- | ----------------- |
| -  | Svezia (bandiera) | P     | Henry Vinberg     |
| -  | Svezia (bandiera) | D     | John Andersson    |
| -  | Svezia (bandiera) | D     | Erik Nilsson      |
| -  | Svezia (bandiera) | D     | Assar Mossberg    |
| -  | Svezia (bandiera) | C     | Sven Nilsson      |
| -  | Svezia (bandiera) | C     | Gunnar Martinsson |

| N. |                   | Ruolo | Calciatore      |
| -- | ----------------- | ----- | --------------- |
| -  | Svezia (bandiera) | C     | Georg Österlin  |
| -  | Svezia (bandiera) | A     | Göte Dahl       |
| -  | Svezia (bandiera) | A     | Ivar Roslund    |
| -  | Svezia (bandiera) | A     | Andreas Nilsson |
| -  | Svezia (bandiera) | A     | Sune Andersson  |
| -  | Svezia (bandiera) | A     | Hans Håkansson  |

## Statistiche

### Statistiche di squadra
| Competizione | Punti | Totale | Totale | Totale | Totale | Totale | Totale | DR |
| Competizione | Punti | G      | V      | N      | P      | Gf     | Gs     | DR |
| ------------ | ----- | ------ | ------ | ------ | ------ | ------ | ------ | -- |
| Allsvenskan  | 21    | 22     | 9      | 3      | 10     | 39     | 45     | -6 |